# Väne-Åsaka distrikt
Väne-Åsaka distrikt är ett distrikt i Trollhättans kommun och Västra Götalands län. 
Distriktet ligger sydost om Trollhättan. 

## Tidigare administrativ tillhörighet
Distriktet inrättades 2016 och utgör en del av området som Trollhättans stad omfattade till 1971, delen som före 1967 utgjorde Väne-Åsaka socken.
Området motsvarar den omfattning Väne-Åsaka församling hade vid årsskiftet 1999/2000.